# Repince
Repince (en serbe cyrillique : Репинце) est un village de Serbie situé dans la municipalité de Vladičin Han, district de Pčinja. Au recensement de 2011 il comptait 900 habitants.

## Démographie

### Évolution historique de la population
| 1948 | 1953 | 1961 | 1971 | 1981 | 1991 | 2002 | 2011 |
| ---- | ---- | ---- | ---- | ---- | ---- | ---- | ---- |
| 279  | 276  | 281  | 412  | 625  | 790  | 972  | 900  |

|  |